# Jacques Cœur

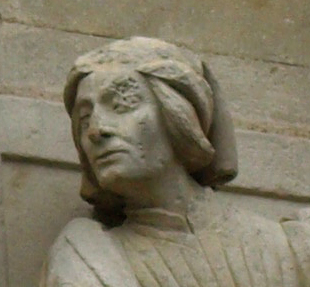
Jacques Cœur (Skulptur am Palais Jacques Cœur in Bourges, 15. Jahrhundert)

Jacques Cœur (* 1395 in Bourges; † 25. November 1456 auf Chios) war ein französischer Kaufmann und Finanzier König Karls VII. von Frankreich.

## Leben
Jacques Cœur wuchs im Kaufmannsmilieu von Bourges auf. Sein Vater war Kürschner, in der Nachbarschaft lebten mehrere Tuchhändlerfamilien; auch Jacques Cœur begann seine Tätigkeit als Geschäftsmann mit dem Tuchhandel.
Sein Vater hinterließ ihm einen bescheidenen Besitz; mehr Vermögen besaß die Familie seiner Ehefrau Macée de Léodepart, deren Vater Kammerherr des Herzogs von Berry gewesen war und seinem Schwiegersohn zu einigen nützlichen Beziehungen verhelfen konnte.
1423 pachtete Jacques Cœur, zusammen mit zwei Partnern, die Münze von Bourges. Zwei Jahre später wurden sie der Verfälschung der Münzen überführt, doch die Affäre hatte keine weiterreichenden Konsequenzen.
Seine erste Orientreise unternahm Jacques Cœur 1432 als Teilhaber einer Kommanditgesellschaft aus dem Languedoc. Von da an richtete sich sein vornehmliches Interesse auf den Mittelmeer- und Levantehandel und auf die Spekulation mit Preisunterschieden für Gold und Silber zwischen dem Orient und Westeuropa, auch wenn er nicht sofort allein im Mittelmeerraum Fuß fassen konnte und immer auch in Europa Handel betrieb. Systematisch baute er sich im Laufe der Jahre ein großes Handelsimperium auf. An den Küsten des Mittelmeeres unterhielt er etwa 300 Kontore, in denen er mit allen erdenklichen Waren handelte, auch mit Sklaven aus dem Orient. Seine engsten Mitarbeiter stammten vornehmlich wie er selbst aus dem Berry, häufig sogar aus Bourges, wie zum Beispiel seine „rechte Hand“ Guillaume de Varye oder sein enger Vertrauter Jean de Village, der später seine Nichte ehelichte. Diese Verflechtung von persönlichen und geschäftlichen Beziehungen war für die Zeit nicht ungewöhnlich.
Ab 1438 leitete er die Argenterie, die Versorgungszentrale des königlichen Hofes. Hier gewann er schnell das Vertrauen Karls VII. und erlangte große Handlungsfreiheit, obwohl er dem König formal für jedes getätigte Geschäft Rechenschaft schuldig war. Die hohen Kosten des großen Logistikunternehmens, das den im Lande umherreisenden königlichen Hof mit Lebensmitteln, Kleidung, Schmuck, Mobiliar, Waffen und vielen anderen Waren zu versorgen hatte, wurden über die Zuweisung bestimmter Steuereinnahmen gedeckt, weshalb auch deren Einnahme bald in Cœurs Aufgabenbereich fiel. Zugleich vernachlässigte dieser jedoch nie sein privates Handelsunternehmen, sondern nutzte die Kontakte, die ihm sein Amt einbrachte, auch geschickt für seine eigenen Geschäfte aus. Mit der Zeit vermischte er sein Kapital zunehmend mit dem der Argenterie, um für beide Seiten maximale Profite erreichen zu können. Hatte er selbst gerade viel Geld in Grundbesitz investiert und verfügte über weniger schnell abrufbares Kapital, so bediente er sich zuweilen aus der Kasse der Argenterie, zahlte die Beträge aber im eigenen Interesse später zurück und lieh in Finanzkrisen auch häufig dem König Geld. Mit der Zeit stieg er in Frankreich und darüber hinaus zu ungeheurer Macht auf. Sein Name war überall bekannt und ließ ihn kreditwürdig erscheinen, er hatte seine Untergebenen an allen wichtigen Schaltstellen, und viele Adlige und Fürsten gehörten zu seinen Schuldnern.

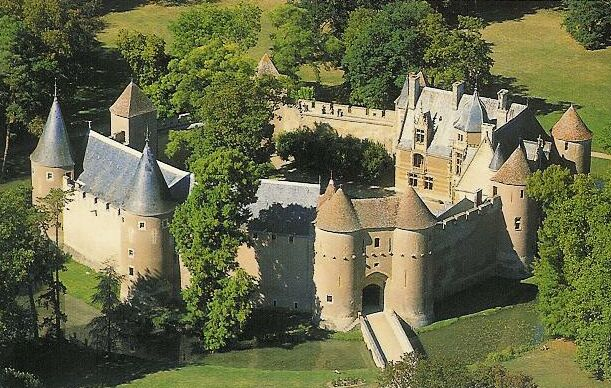
Das Schloss Ainay-le-Vieil wurde von Cœur erworben

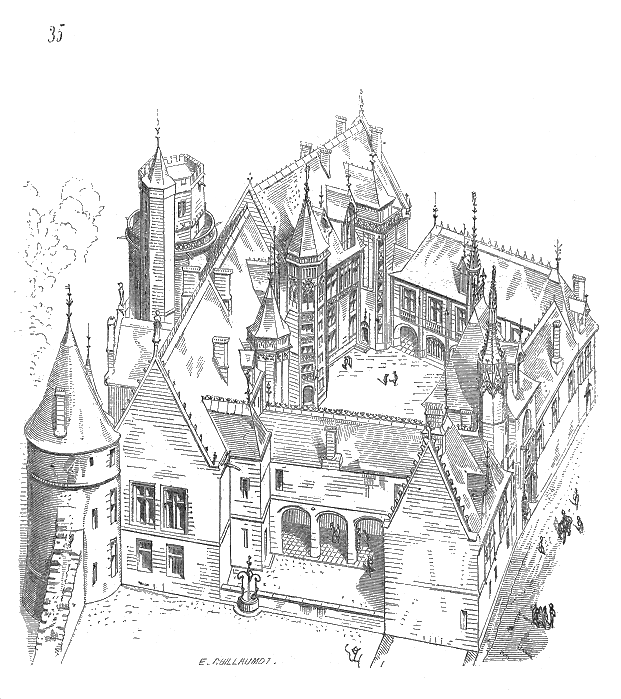
Das Hôtel Jacques Cœur ließ er in seiner Heimatstadt Bourges erbauen (Zeichnung von Eugène Viollet-le-Duc)

1440 wurde Jacques Cœur geadelt, ab 1442 zählte er zu den Mitgliedern des königlichen Rates. Karl VII. betraute ihn zeitweise auch mit diplomatischen Gesandtschaften, so beispielsweise 1448 zum Papst nach Rom. Wegen seines kaufmännischen Geschicks und in zunehmendem Maße als Kreditgeber machte sich Cœur über lange Zeit für den König unentbehrlich. Auch deshalb tolerierte dieser Cœurs großzügigen Umgang mit staatlichem und eigenem Vermögen und wies ihm einmal sogar eigens bestimmte Steuereinnahmen zu, damit Jacques Cœur seine private Flotte vergrößern konnte. Er erwarb umfangreichen Besitz in Lyon, Marseille, Béziers, Saint-Pourçain-sur-Sioule, Sancerre und Cézy.
Seine zunehmende Rücksichtslosigkeit in geschäftlichen Angelegenheiten, seine Machtfülle und sein Reichtum schufen Jacques Cœur allerdings bald viele Neider. Als mit dem Ende des Hundertjährigen Krieges die staatlichen Ausgaben sanken und Cœur nicht mehr ganz so unentbehrlich war, dürfte zudem auch Karl VII. daran gelegen gewesen sein, sich eines Mannes zu entledigen, bei dem er inzwischen erhebliche Schulden angehäuft hatte.
Vermutlich durch eine Intrige wurde Cœur 1451 des Mordes an Agnès Sorel, der Favoritin des Königs, angeklagt und am 31. Juli 1451 verhaftet. Sein Unternehmen wurde teilweise von seinen Partnern weitergeführt, Teile wurden beschlagnahmt. 1456 gelang ihm mit Hilfe einiger Freunde die Flucht aus dem Gefängnis. Nach seiner Flucht hielt Cœur sich vermutlich zunächst einige Zeit in Italien auf, musste das Land aber später wieder verlassen. Er starb als Mitglied der päpstlichen Flotte gegen die Türken 1456 auf der Insel Chios.
Jacques de Coeur, der zu seiner Zeit als reichster Mann Frankreichs galt, hatte fünf Kinder: Jean, Henri, Geoffroy, Ravant und Perette. Insbesondere Jean de Coeur (1421–1483) bemühte sich als Erzbischof von Bourges gemeinsam mit seinen Geschwistern erfolgreich nach dem Tod König Karls VII. um die Rehabilitation seines Vaters. Die Rückgabe des immensen Vermögens gelang jedoch nur bedingt – das „Reich der nie untergehenden Sonne“ im weitverzweigten Handelsimperium war zerfallen.